# Josh LeRibeus
Joshua James LeRibeus (* 2. Juli 1989 in Houston, Texas) ist ein ehemaliger US-amerikanischer American-Football-Spieler in der National Football League (NFL). Er spielte zuletzt für die Tampa Bay Buccaneers als Guard. Zuvor war er bereits bei den Washington Redskins und den New Orleans Saints unter Vertrag.

## College
LeRibeus besuchte die Southern Methodist University und spielte für deren Team, die Mustangs, auf der Position des linken Guards College Football. Insgesamt bestritt er 36 Spiele, 28 Mal lief er als Starter auf.

## NFL

### Washington Redskins
Beim NFL Draft 2012 wurde er von den Detroit Lions in der dritten Runde als insgesamt 71. Spieler ausgewählt. In seiner Rookie-Saison kam er zunächst in den Special Teams zum Einsatz, erst als sich Kory Lichtensteiger verletzte, erhielt er auch Spielzeit in der Offensive Line. 2013 kam er untrainiert und übergewichtig zur Vorbereitung, einige Verletzungen warfen ihn weiter zurück, weswegen er in der Spielzeit 2013 kein einziges Mal eingesetzt wurde. 2014 kämpfte er sich zurück und kam zum ersten Mal in seiner Profi-Karriere auch als Starter zum Einsatz. 2015 wurde er auch als Center aufgeboten.
Vor Beginn der Spielzeit 2016 wurde er entlassen.

### Philadelphia Eagles
Im Jänner 2017 wurde LeRibeus von den Philadelphia Eagles unter Vertrag genommen, im Mai aber bereits wieder entlassen.

### New Orleans Saints
Da sich Max Unger während der Vorbereitung einer Operation unterziehen musste, verpflichteten die Saints während des Sommers 2017 einige Offensive Linemen, darunter auch LeRibeus, der es schließlich auch ins Team für die Regular Season schaffte. Er kam in allen Spielen der Saison 2017 zum Einsatz. Die folgende Spielzeit war für ihn verletzungsbedingt bereits nach 6 Partien zu Ende.

### Tampa Bay Buccaneers
Am 28. Juni 2019 unterschrieb er einen Vertrag bei den Tampa Bay Buccaneers. Vor Beginn der Regular Season wurde er allerdings bereits wieder entlassen.